# Grand Prix automobile de Bahreïn 2022
GP précédent GP suivant
Le Grand Prix automobile de Bahreïn 2022 (2022 Formula 1 Gulf Air Bahrain Grand Prix), disputé le 20 mars 2022,  sur le circuit international de Sakhir à Sakhir est la 1058e épreuve du championnat du monde de Formule 1 courue depuis 1950. Il s'agit de la 19e édition du Grand Prix de Bahreïn comptant pour le championnat du monde et de la première manche du championnat 2022. Comme en 2021, l'épreuve disputée à Sakhir est la manche d'ouverture, après que le Grand Prix d'Australie à Melbourne a tenu ce rôle depuis 1996.
Sur le circuit où il était pour la première fois parti en tête en 2019, Charles Leclerc réalise la première pole position de cette nouvelle ère de la Formule 1, et la dixième de sa carrière, en devançant la Red Bull RB18 de Max Verstappen de 123 millièmes de seconde lors de leurs deuxièmes tentatives en Q3. Le Néerlandais s'intercale entre les Ferrari F1-75 en battant Carlos Sainz Jr. de six millièmes. Sergio Pérez est en deuxième ligne tandis que Lewis Hamilton, cinquième à près de sept dixièmes de seconde, devance l'Alfa Romeo C42 de Valtteri Bottas sur la troisième ligne. Kevin Magnussen hisse sa Haas VF-22 en quatrième ligne (quatre voitures motorisées par Ferrari sont parmi les sept premières) accompagné par l'Alpine A522 de Fernando Alonso. George Russell, au volant de l'autre Mercedes W13, est en cinquième ligne, devant Pierre Gasly sur l'AlphaTauri AT03.
Charles Leclerc remporte la troisième victoire de sa carrière, sa première depuis le Grand Prix d'Italie 2019, tandis que la Scuderia Ferrari, grâce la deuxième place de Carlos Sainz Jr., obtient son 85e doublé, le premier depuis 2019 à Singapour. Profitant du double abandon des Red Bull, Lewis Hamilton monte sur un podium inespéré et poursuit sa série en entamant une seizième année consécutive avec au moins une place parmi les trois premiers. Leclerc, qui réalise son premier Hat trick avec le meilleur tour dans sa 51e boucle, mène pratiquement l'intégralité de l'épreuve mais doit chèrement défendre sa position, face à Max Verstappen, après les premiers arrêts : par trois fois, aux 17e, 18e et 19e tours, la Red Bull utilise son aileron arrière mobile pour le dépasser au freinage du premier virage et deux fois, le Monégasque ouvre à son tour son DRS pour le repasser au virage no 4. La troisième fois, un blocage de roues de Verstappen permet à Leclerc de le reprendre immédiatement à l'intérieur de ce premier virage ; il se met ensuite hors de portée en augmentant sans cesse son avance. 
Les Mercedes, toujours affectées par un problème de marsouinage en ligne droite, ne sont pas dans le rythme des quatre premiers, Leclerc, Verstappen, Sainz et Pérez, dans une course où ils procèdent tous à trois arrêts au stand. Mais, au quarante-quatrième tour, l'AlphaTauri de Pierre Gasly prend feu, ce qui provoque la sortie de la voiture de sécurité et un regroupement général. Alors que Leclerc gère parfaitement la relance et s'échappe, Verstappen, en deuxième position, ralentit, se fait déborder de toute part et abandonne à trois tours du terme, privé d'alimentation en carburant. Son coéquipier Sergio Pérez, alors troisième, est victime du même mal moteur et termine en tête-à- queue au milieu de la piste à l'attaque du dernier tour. Hamilton se retrouve dès lors sur le podium, devant son coéquipier George Russell. Pour son retour en Formule 1, Kevin Magnussen, cinquième, apporte 10 points à Haas F1 Team ; l'écurie américaine n'avait plus marqué depuis la neuvième place de Romain Grosjean au Grand Prix de l'Eifel 2020. La bonne performance du moteur Ferrari permet aussi à Valtteri Bottas d'emmener son Alfa Romeo en sixième position. Les deux Alpine sont septième (Esteban Ocon) et  neuvième (Fernando Alonso), Yuki Tsunoda s'intercalant entre eux. Enfin, Zhou Guanyu, coéquipier de Bottas, marque le point de la dixième place dès sa première course en Formule 1.   
Charles Leclerc prend la tête du championnat du monde avec 26 points, la suite du classement étant identique à celui de la course. Ferrari s'installe aux commandes du championnat des constructeurs avec 44 points, devant Mercedes (27 points), Haas (10 points), Alfa Romeo (9 points), Alpine (8 points) et AlphaTauri (4 points) ; Red Bull Racing, McLaren, Aston Martin et Wiliams n'ont pas marqué.

## Contexte avant la course

### Pneus
La taille des roues est désormais de 18 pouces (contre précédemment 13 pouces).  La règle en place depuis 2014 qui concernait l'utilisation des pneumatiques entre les qualifications et la course est abolie. Les dix pilotes atteignant la phase Q3 des qualifications devaient prendre le départ du Grand Prix avec le train de pneus utilisé pour établir leur meilleur temps en phase Q2. L'objectif était de créer des stratégies de course différentes en encourageant certains à se qualifier avec des pneus durs,. À partir de ce Grand Prix, les pilotes ont toute liberté de choisir les pneus utilisés en qualifications comme au départ de la course. Cette nouvelle règle permet d'éviter qu'un pilote choisisse sciemment de ne pas accéder à la phase Q3 pour garder le libre choix de ses pneus de course plutôt qu'être dixième et contraint,.

### Forfait de Sebastian Vettel
La veille des premiers essais libres, Sebastian Vettel est placé à l'isolement après avoir été testé positif à la Covid-19 ; Nico Hülkenberg le remplace au volant de l'Aston Martin AMR22. En 2020, pour la même écurie sous son ancienne dénomination, et pour les mêmes raisons, il avait déjà suppléé, pour trois courses, aux absences de Sergio Pérez et de Lance Stroll.

## Pneus disponibles
| Pneus pour piste sèche | Pneus pour piste sèche | Pneus pour piste sèche | Pneus pluie    | Pneus pluie |
| ---------------------- | ---------------------- | ---------------------- | -------------- | ----------- |
| Durs (Type C1)         | Medium (Type C2)       | Tendres (Type C3)      | Intermédiaires | Pluie       |

## Essais libres

### Première séance, le vendredi de 15 h à 16 h
| Pos. | Pilote           | Voiture               | Chrono         | Écart     |
| ---- | ---------------- | --------------------- | -------------- | --------- |
| 1    | Pierre Gasly     | AlphaTauri-Red Bull   | 1 min 34 s 193 |           |
| 2    | Charles Leclerc  | Ferrari               | 1 min 34 s 557 | + 0 s 364 |
| 3    | Carlos Sainz Jr. | Ferrari               | 1 min 34 s 611 | + 0 s 418 |
| 4    | George Russell   | Mercedes              | 1 min 34 s 629 | + 0 s 436 |
| 5    | Max Verstappen   | Red Bull              | 1 min 34 s 742 | + 0 s 549 |
| 6    | Lance Stroll     | Aston Martin-Mercedes | 1 min 34 s 814 | + 0 s 621 |

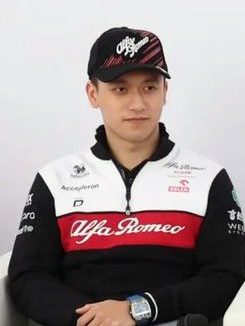
Seul rookie du championnat 2022, Zhou Guanyu marque son premier point dès le Grand Prix inaugural ; il est le premier Chinois à marquer en Formule 1.

- Le marsouinage continue à perturber plusieurs monoplaces, notamment l'Alpine d'Esteban Ocon qui, en raison de ces rebonds, perd une partie de son ponton en pleine ligne droite ce qui provoque une interruption de la session au drapeau rouge[8] ;
- Valtteri Bottas ne boucle aucun temps chronométré au volant de son Alfa Romeo C42 qui reste dans les stands à cause d'un problème moteur[9].

### Deuxième séance, le vendredi de 18 h à 19 h
| Pos. | Pilote           | Voiture            | Chrono         | Écart     |
| ---- | ---------------- | ------------------ | -------------- | --------- |
| 1    | Max Verstappen   | Red Bull           | 1 min 31 s 936 |           |
| 2    | Charles Leclerc  | Ferrari            | 1 min 32 s 023 | + 0 s 087 |
| 3    | Carlos Sainz Jr. | Ferrari            | 1 min 32 s 520 | + 0 s 584 |
| 4    | George Russell   | Mercedes           | 1 min 32 s 529 | + 0 s 593 |
| 5    | Fernando Alonso  | Alpine-Renault     | 1 min 32 s 877 | + 0 s 941 |
| 6    | Valtteri Bottas  | Alfa Romeo-Ferrari | 1 min 32 s 951 | + 1 s 015 |

- Auteur du neuvième temps, à 1 s 208 de Verstappen, Lewis Hamilton se plaint du comportement de sa W13, sujette au marsouinage en ligne droite ; il signale également un manque d'efficacité de ses freins avant[8].

### Troisième séance, le samedi de 15 h à 16 h
| Pos. | Pilote           | Voiture  | Chrono         | Écart     |
| ---- | ---------------- | -------- | -------------- | --------- |
| 1    | Max Verstappen   | Red Bull | 1 min 32 s 544 |           |
| 2    | Charles Leclerc  | Ferrari  | 1 min 32 s 640 | + 0 s 096 |
| 3    | Sergio Pérez     | Red Bull | 1 min 32 s 791 | + 0 s 247 |
| 4    | George Russell   | Mercedes | 1 min 32 s 935 | + 0 s 391 |
| 5    | Carlos Sainz Jr. | Ferrari  | 1 min 33 s 053 | + 0 s 509 |
| 6    | Lewis Hamilton   | Mercedes | 1 min 33 s 121 | + 0 s 577 |

## Séance de qualifications

### Résultats des qualifications et grille de départ
| Pos.                                                                                      | Pilote           | Écurie                | Qualifications 1 | Qualifications 2 | Qualifications 3 |
| ----------------------------------------------------------------------------------------- | ---------------- | --------------------- | ---------------- | ---------------- | ---------------- |
| 1                                                                                         | Charles Leclerc  | Ferrari               | 1 min 31 s 471   | 1 min 30 s 932   | 1 min 30 s 558   |
| 2                                                                                         | Max Verstappen   | Red Bull              | 1 min 31 s 785   | 1 min 30 s 757   | 1 min 30 s 681   |
| 3                                                                                         | Carlos Sainz Jr. | Ferrari               | 1 min 31 s 567   | 1 min 30 s 787   | 1 min 30 s 687   |
| 4                                                                                         | Sergio Pérez     | Red Bull              | 1 min 32 s 311   | 1 min 31 s 008   | 1 min 30 s 921   |
| 5                                                                                         | Lewis Hamilton   | Mercedes              | 1 min 32 s 285   | 1 min 31 s 048   | 1 min 31 s 238   |
| 6                                                                                         | Valtteri Bottas  | Alfa Romeo-Ferrari    | 1 min 31 s 919   | 1 min 31 s 717   | 1 min 31 s 560   |
| 7                                                                                         | Kevin Magnussen  | Haas-Ferrari          | 1 min 31 s 955   | 1 min 31 s 461   | 1 min 31 s 808   |
| 8                                                                                         | Fernando Alonso  | Alpine-Renault        | 1 min 32 s 346   | 1 min 31 s 621   | 1 min 32 s 195   |
| 9                                                                                         | George Russell   | Mercedes              | 1 min 32 s 269   | 1 min 31 s 252   | 1 min 32 s 216   |
| 10                                                                                        | Pierre Gasly     | AlphaTauri-Red Bull   | 1 min 32 s 096   | 1 min 31 s 635   | 1 min 32 s 338   |
| 11                                                                                        | Esteban Ocon     | Alpine-Renault        | 1 min 32 s 041   | 1 min 31 s 782   |                  |
| 12                                                                                        | Mick Schumacher  | Haas-Ferrari          | 1 min 32 s 380   | 1 min 31 s 998   |                  |
| 13                                                                                        | Lando Norris     | McLaren-Mercedes      | 1 min 32 s 239   | 1 min 32 s 008   |                  |
| 14                                                                                        | Alexander Albon  | Williams-Mercedes     | 1 min 32 s 726   | 1 min 32 s 664   |                  |
| 15                                                                                        | Zhou Guanyu      | Alfa Romeo-Ferrari    | 1 min 32 s 493   | 1 min 33 s 543   |                  |
| 16                                                                                        | Yuki Tsunoda     | AlphaTauri-Red Bull   | 1 min 32 s 750   |                  |                  |
| 17                                                                                        | Nico Hülkenberg  | Aston Martin-Mercedes | 1 min 32 s 777   |                  |                  |
| 18                                                                                        | Daniel Ricciardo | McLaren-Mercedes      | 1 min 32 s 945   |                  |                  |
| 19                                                                                        | Lance Stroll     | Aston Martin-Mercedes | 1 min 33 s 032   |                  |                  |
| 20                                                                                        | Nicholas Latifi  | Williams-Mercedes     | 1 min 33 s 634   |                  |                  |
| Temps minimal à réaliser pour la qualification : 1 min 37 s 874 (107 % de 1 min 31 s 471) |                  |                       |                  |                  |                  |

## Course

### Classement de la course
| Pos. | no | Pilote           | Écurie                | Tours | Temps/Abandon                                       | Grille | Points |
| ---- | -- | ---------------- | --------------------- | ----- | --------------------------------------------------- | ------ | ------ |
| 1    | 16 | Charles Leclerc  | Ferrari               | 57    | 1 h 37 min 33 s 584 (189,569 km/h)                  | 1      | 25 + 1 |
| 2    | 55 | Carlos Sainz Jr. | Ferrari               | 57    | + 5 s 598                                           | 3      | 18     |
| 3    | 44 | Lewis Hamilton   | Mercedes              | 57    | + 9 s 675                                           | 5      | 15     |
| 4    | 63 | George Russell   | Mercedes              | 57    | + 11 s 211                                          | 9      | 12     |
| 5    | 20 | Kevin Magnussen  | Haas-Ferrari          | 57    | + 14 s 754                                          | 7      | 10     |
| 6    | 77 | Valtteri Bottas  | Alfa Romeo-Ferrari    | 57    | + 16 s 119                                          | 6      | 8      |
| 7    | 31 | Esteban Ocon     | Alpine-Renault        | 57    | + 19 s 423 (dont 5 s de pénalité purgées en course) | 11     | 6      |
| 8    | 22 | Yuki Tsunoda     | AlphaTauri-Red Bull   | 57    | + 20 s 386                                          | 16     | 4      |
| 9    | 14 | Fernando Alonso  | Alpine-Renault        | 57    | + 22 s 390                                          | 8      | 2      |
| 10   | 24 | Zhou Guanyu      | Alfa Romeo-Ferrari    | 57    | + 23 s 064                                          | 15     | 1      |
| 11   | 47 | Mick Schumacher  | Haas-Ferrari          | 57    | + 32 s 574                                          | 12     |        |
| 12   | 18 | Lance Stroll     | Aston Martin-Mercedes | 57    | + 45 s 873                                          | 19     |        |
| 13   | 23 | Alexander Albon  | Williams-Mercedes     | 57    | + 53 s 932                                          | 14     |        |
| 14   | 3  | Daniel Ricciardo | McLaren-Mercedes      | 57    | + 54 s 975                                          | 18     |        |
| 15   | 4  | Lando Norris     | McLaren-Mercedes      | 57    | + 56 s 335                                          | 13     |        |
| 16   | 6  | Nicholas Latifi  | Williams-Mercedes     | 57    | + 1 min 01 s 795                                    | 20     |        |
| 17   | 27 | Nico Hülkenberg  | Aston Martin-Mercedes | 57    | + 1 min 03 s 829                                    | 17     |        |
| 18   | 11 | Sergio Pérez     | Red Bull              | 56    | Alimentation d'essence (Tête-à-queue)               | 4      |        |
| 19   | 1  | Max Verstappen   | Red Bull              | 54    | Alimentation d'essence                              | 2      |        |
| Abd. | 10 | Pierre Gasly     | AlphaTauri-Red Bull   | 44    | Incendie                                            | 10     |        |

- Esteban Ocon est pénalisé de 5 secondes (qu'il purgera lors de son arrêt au stand au 16e tour) pour avoir expédié Mick Schumacher en tête-à-queue au début de la course ; il se voit, de plus, retirer deux points sur sa superlicence[14].

### Pole position et record du tour
- Pole position :  Charles Leclerc (Ferrari) en 1 min 30 s 558 (215,146 km/h)[15].
- Meilleur tour en course :  Charles Leclerc (Ferrari) en 1 min 34 s 570 (206,019 km/h) au cinquante-et-unième tour ; vainqueur de la course, il remporte le point bonus associé au meilleur tour en course[16],[17].

### Tours en tête
- Charles Leclerc (Ferrari) : 55 tours (1-31 / 34-57)[18]
- Carlos Sainz Jr. (Ferrari) : 2 tours (32-33)

## Classements généraux à l'issue de la course
| Pos. | Pilote           | Écurie              | Points |
| ---- | ---------------- | ------------------- | ------ |
| 1    | Charles Leclerc  | Ferrari             | 26     |
| 2    | Carlos Sainz Jr. | Ferrari             | 18     |
| 3    | Lewis Hamilton   | Mercedes            | 15     |
| 4    | George Russell   | Mercedes            | 12     |
| 5    | Kevin Magnussen  | Haas-Ferrari        | 10     |
| 6    | Valtteri Bottas  | Alfa Romeo-Ferrari  | 8      |
| 7    | Esteban Ocon     | Alpine-Renault      | 6      |
| 8    | Yuki Tsunoda     | AlphaTauri-Red Bull | 4      |
| 9    | Fernando Alonso  | Alpine-Renault      | 2      |
| 10   | Zhou Guanyu      | Alfa Romeo-Ferrari  | 1      |

| Pos. | Écurie              | Points |
| ---- | ------------------- | ------ |
| 1    | Ferrari             | 44     |
| 2    | Mercedes            | 27     |
| 3    | Haas-Ferrari        | 10     |
| 4    | Alfa Romeo-Ferrari  | 9      |
| 5    | Alpine-Renault      | 8      |
| 6    | AlphaTauri-Red Bull | 4      |

## Statistiques
Le Grand Prix de Bahreïn 2022 représente :
- la 10e pole position de Charles Leclerc, toutes obtenues avec Ferrari[21] ;
- la 3e victoire de Charles Leclerc, sa première depuis le Grand Prix d'Italie 2019[22] ;
- le 1er hat trick de Charles Leclerc[23] ;
- la 239e victoire pour Ferrari en tant que constructeur, la première depuis le Grand Prix de Singapour 2019[24] ;
- la 240e victoire pour Ferrari en tant que motoriste[25] ;
- le 85e doublé pour Ferrari en tant que constructeur, le premier depuis le Grand Prix de Singapour 2019 et la victoire de Vettel devant Leclerc[26] ;
- le 1er point de Zhou Guanyu pour son premier départ en Grand Prix ; il s'agit également du premier point inscrit par un pilote chinois[27],[28].

Au cours de ce Grand Prix :
- Lewis Hamilton, en montant sur son 183e podium, bat le record de Michael Schumacher en obtenant au moins un podium au cours de 16 championnats consécutifs[29],[30] ;
- Haas F1 Team place une de ses monoplaces en Q3 pour la première fois depuis le Grand Prix du Brésil 2019, et marque pour la première fois depuis le Grand Prix de l'Eifel 2020 ;
- Charles Leclerc est élu « Pilote du jour » à l'issue d'un vote organisé sur le site officiel de la Formule 1[31] ;
- Charles Leclerc mène le championnat du monde des pilotes pour la première fois de sa carrière ;
- Ferrari mène le championnat du monde des constructeurs pour la première fois depuis le Grand Prix de Grande-Bretagne 2018 ;
- Neils Wittich, un des deux nouveaux directeurs de course nommés après le limogeage de Michael Masi, est choisi par la FIA pour officier à Bahreïn ; il doit alterner d'une course à l'autre avec Eduardo Freitas, tous deux étant assistés par le conseiller spécial permanent Herbie Blash et par une nouvelle salle de contrôle virtuelle appelée Remote Operations Centre (ROC), basée dans les bureaux de la FIA à Genève[32].
- Derek Warwick (146 départs en Grands Prix entre 1981 et 1993, quatre podiums, 71 points inscrits) est nommé conseiller par la FIA pour aider dans leurs jugements le groupe des commissaires de course[33].